# Kongekabale
Pour plus de détails, voir Fiche technique et Distribution.
Kongekabale est un film danois réalisé par Nikolaj Arcel, sorti en 2004.

## Synopsis
Alors que le principal parti d'opposition a une chance de remporter les élections législatives, leur chef, en lice pour devenir premier ministre, est soudainement hospitalisé.

## Fiche technique
- Titre : Kongekabale
- Réalisation : Nikolaj Arcel
- Scénario : Nikolaj Arcel et Rasmus Heisterberg d'après le roman de Niels Krause-Kjær
- Musique : Henrik Munch et Flemming Nordkrog
- Photographie : Rasmus Videbæk
- Montage : Mikkel E.G. Nielsen
- Production : Meta Louise Foldager Sørensen
- Société de production : Nimbus Film Productions, TV2 Danmark, Filmgear, Zentropa Entertainments, Ithaka Film et Sveriges Television
- Pays de production :  Danemark et  Suède
- Genre : Thriller
- Durée : 107 minutes
- Date de sortie : 
  - Danemark : 1er octobre 2004

## Distribution
- Anders W. Berthelsen : Ulrik Torp
- Søren Pilmark : Erik Dreier Jensen
- Nastja Arcel : Lone Kjeldsen
- Nicolas Bro : Henrik Moll
- Lars Mikkelsen : Peter Schou
- Ulf Pilgaard : Gunnar Torp
- Charlotte Munck : Mette Torp
- Lars Brygmann : Mads Kjeldsen
- Helle Fagralid : Signe Jonsen
- Jesper Langberg : Aksel Bruun
- Jens Jørn Spottag : Per Vestgaard
- Kurt Ravn : John Erhardsen
- Bjarne Henriksen : Bo Andersen
- Nicolaj Kopernikus : Søren Agergaard
- Clara Maria Bahamondes : Julie Torp
- Anders Nyborg : Hans Erik Kolt
- Marianne Høgsbro : Gitte Bruun
- Robert Hansen : Simon Bruun
- Laura Christensen : Pernille Riis
- Hans Henrik Voetmann : Ole Finsen
- Anders Peter Bro : Lars Grønbæk
- Søren Poppel : Kasper Hald
- Henrik Noël Olesen : Søren Krogh
- Frank Thiel : Martin Hald
- Christiane Bjørg Nielsen : Lise
- Susanne Breuning : Inger Marie Torp
- Niels Krause-Kjær : le journaliste

## Distinctions
Le film a remporté de nombreux prix au Danemark.
- Roberts :
  - Meilleur film
  - Meilleur réalisateur
  - Meilleur second rôle masculin pour Søren Pilmark
  - Meilleur scénario adapté
  - Meilleur montage
  - Meilleure photographie
  - Meilleurs décors
  - Meilleurs costumes
  - Nommé pour la meilleure musique
  - Nommé pour les meilleures maquillages
- Bodil :
  - Meilleur film
  - Meilleur second rôle masculin pour Søren Pilmark
  - Nommé pour le meilleur acteur pour Anders W. Berthelsen
  - Nommé pour le meilleur second rôle masculin pour Nicolas Bro
  - Nommé pour le meilleur second rôle féminin pour Nastja Arcel